# Knights of Honor
Knights of Honor är ett realtidsstrategidatorspel utvecklat av Black Sea Studios. Spelet publicerades år 2004 av Sunflowers GmbH i Europa och 2005 i Nordamerika av Paradox Entertainment 2005. Spelet utspelar sig under medeltiden.